# 牯岭悬钩子
牯岭悬钩子（学名：Rubus kulinganus）为蔷薇科悬钩子属的植物，是中国的特有植物。分布在中国大陆的安徽、浙江、江西等地，生长于海拔2,000米的地区，一般生长在山坡杂木林下，目前尚未由人工引种栽培。